# Desa Girimulya (administrativ by i Indonesien, lat -6,94, long 107,18)
Desa Girimulya är en administrativ by i Indonesien.   Den ligger i provinsen Jawa Barat, i den västra delen av landet, 90 km söder om huvudstaden Jakarta.